# Кладбище Святого Иоанна Крестителя (Рио-де-Жанейро)
Кладбище Святого Иоанна Крестителя (порт. Cemitério de São João Batista) — городской некрополь, расположен в юго-восточной части бразильского города Рио-де-Жанейро в районе Ботафогу.

## История

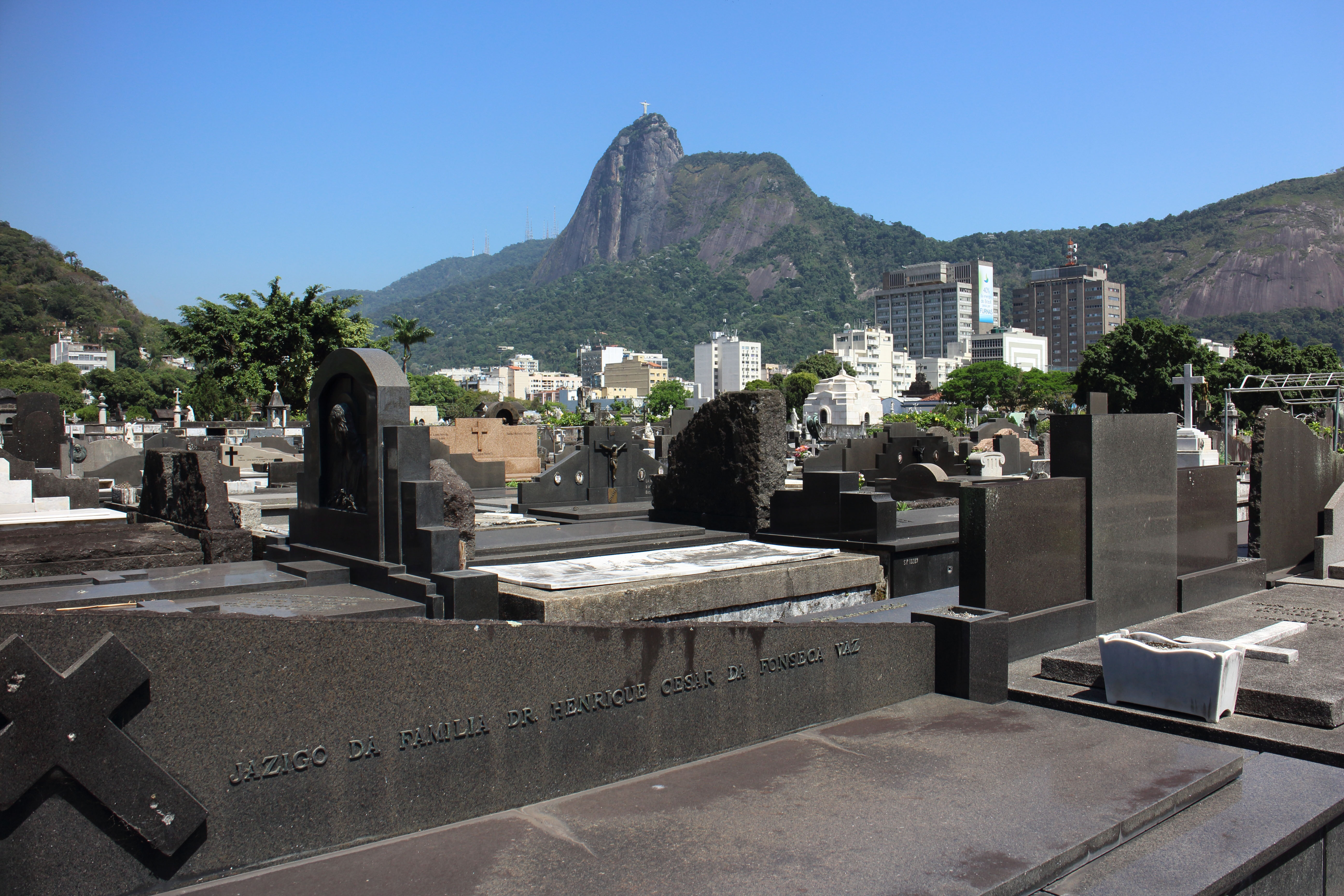
Вид кладбища Святого Иоанна Крестителя

Основано 4 декабря 1852 года, в этот день был первое захоронение — четырехлетней Розауры. В 1855 году на кладбище были похоронены 412 человек. Сейчас на кладбище имеется около 25 тысяч могил, в которых погребено около 65 тысяч человек, большинство из них католики.
Благодаря своему историческому и художественному значению кладбище Святого Иоанна Крестителя считается туристической достопримечательностью Рио-де-Жанейро и частью культурной экспозиции города.
На кладбище похоронены многое знаменитые персоны, оставившие свой вклад в истории Бразилии. Сто пятьдесят памятников имеют QR-коды (2D-штрих-код, которые можно отсканировать с помощью смартфонов), показывающих историю человека, похороненного там.

## Известные люди, похороненные на кладбище

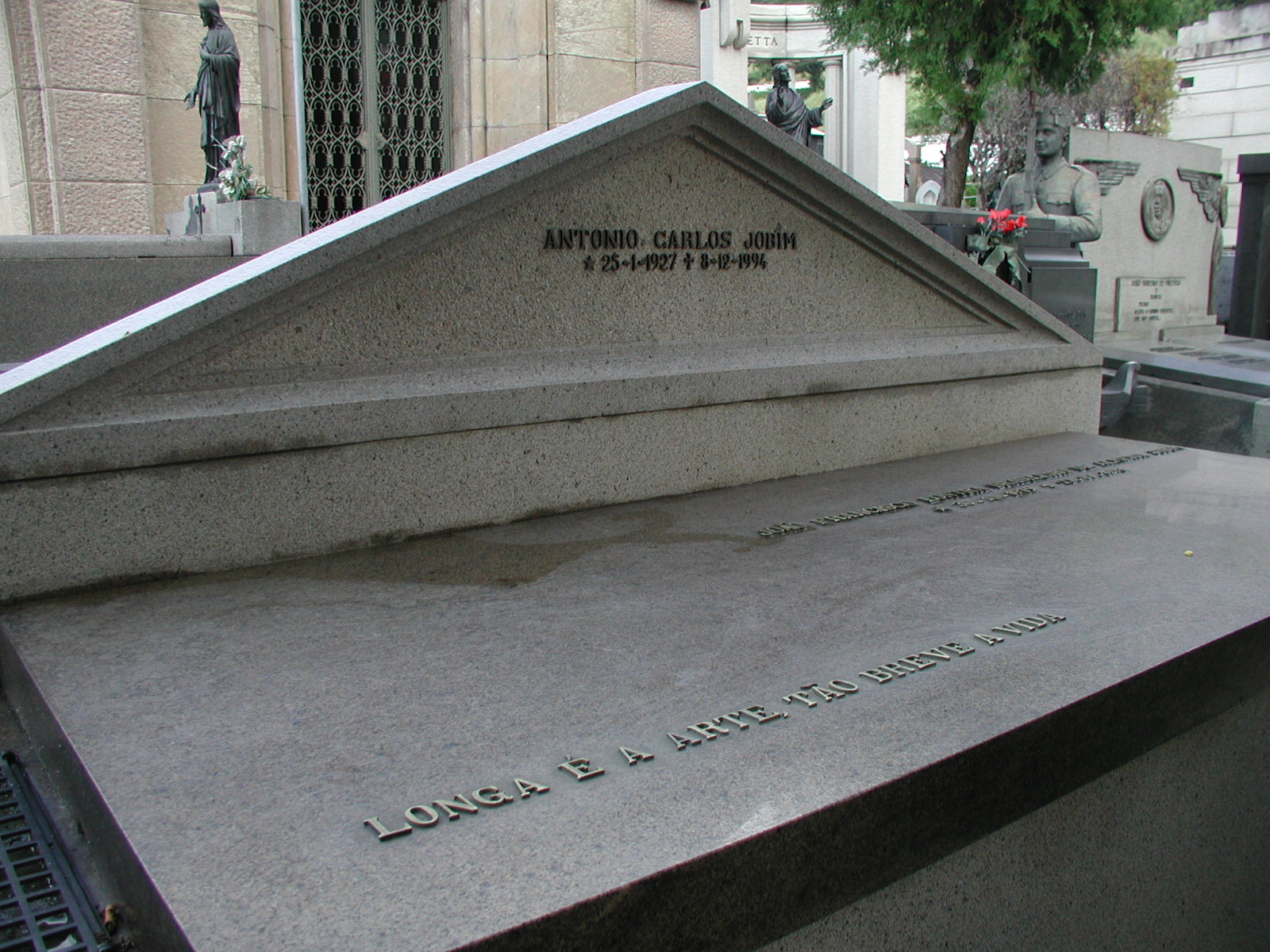
Могила композитора А. Жобима

- Авеланж, Жоао, президент ФИФА (1974—1998).
- Азереду да Сильвейра, Антониу Франсиску, министр иностранных дел Бразилии (1974—1979).
- Алварис ди Азеведу, Мануэл Антониу, прозаик, поэт, драматург и эссеист.
- Баррозу, Ари, композитор.
- Бернардис, Артур, президент Бразилии (1922—1926).
- Боккино, Альсеу Ариосто, композитор.
- Вила-Лобос, Эйтор, композитор.
- Гаррастазу Медиси, Эмилиу, президент Бразилии (1969—1974).
- Гайзел, Эрнесту, президент Бразилии (1974—1979).
- Де Жезус, Клементина, певица.
- Друммонд де Андраде, Карлос, поэт.
- Доурадо, Аутран, писатель.
- Дутра, Эурику Гаспар, президент Бразилии (1946—1951).
- Жобин, Антониу Карлос, композитор, певец.
- Загалло, Марио, футболист и тренер.
- Ичас, Мартин Мартинович, российский и литовский политический деятель, депутат IV Думы.
- Каимми, Доривал, композитор, певец.
- Казуза, рок-музыкант, певец и поэт.
- Кафе Филью, Жуан, президент Бразилии (1954—1955).
- Каэтану, Марселу, премьер-министр Португалии (1968—1974).
- Коста-и-Силва, Артур да, президент Бразилии (1967—1969).
- Кюршнер, Изидор, футболист и тренер.
- Линьярис, Жозе, президент Бразилии (1945—1946).
- Лус, Карлус, и. о.президента Бразилии (1955).
- Сёстры Кармен (1955) и Аврора (2005) Миранда, певицы, танцовщицы, актрисы.
- Морайс, Винисиус ди, поэт.
- Непомусену, Алберту, композитор.
- Пейшоту, Флориану, президент Бразилии (1891—1894).
- Пена, Афонсу, президент Бразилии (1906—1909).
- Песанья, Нилу, президент Бразилии (1909—1910).
- Портинари, Кандиду, художник.
- Сантос-Дюмон, Альберто, пионер авиации.
- Сезар, Ана Кристина, поэтесса.
- Салгаду, Зелиа, художница
- Феррас, Буза, актёр.

Кладбище Святого Иоанна Крестителя стало первым кладбищем Латинской Америки, которое будет показано на Google Street View.